# Bibliotheca historica
Историческата библиотека (на латински: Bibliotheca historica) е универсална история от типа всеобща история, и е дело на Диодор Сицилийски. Състои се от 40 книги /по идентичен тертип с тази на Полибий/ написани на койне, разделени в три части. Ценността ѝ се изразява в това, че е своеобразно допълнение към други незапазени в цялост антични историографии, още повече, че авторът ѝ е имал възможността да ползва за справки при написването ѝ Александрийската библиотека.
Историческата библиотека е съставена в периода около гражданската война на Цезар, като предходно авторът още в младежките си години предприел пътешествие до Европа, Мала Азия и Северна Африка, след което за дълго останал в Рим. В периода между 60 – 56 пр.н.е. Диодор Сицилийски живял в Александрия, като се приема, че в течение на 30 години събирал материали за своя исторически труд.
Първата част на творбата е с географска тематика и описва историята и културата на Египет (книга I), на Месопотамия, Индия, Скития и Арабия (II), на Северна Африка (III) и на Гърция и Европа (IV-VI). Във втората част (книги VII-XVII) се описва историята на света от Троянската война до смъртта на Александър Велики. Третата част (книги XVIII-XL) се отнася за историческите събития от времето на диадохите до или 60 пр.н.е., или началото на войните на Юлий Цезар в Галия (45 пр.н.е.). Изцяло запазени са книги 1 – 5 и 11 – 20, от останалите има голям брой откъси.
Повествованието е подчинено на принципа на аналите. Отчитането на времето в историческата библиотека (от сътворението на света) се води по датите на олимпиадите, списъка на атическите архонти и римските консули и поради това хронологията на събитията често е грешна. При изложението на историята на Асирия и Мидия източник за Диодор е бил по всяка вероятност произведение на Ктесий, за Древен Египет на Хекатей от Абдера, за Древна Индия – на Мегастен, за Древна Гърция – на Ефор и някои от историците на Александър Македонски.
Диадор Сицилийски е използвал и трудове на Йероним от Кардия, Полибий, Посидоний, и вероятно на римски историци като Фабий Пиктор. Произведението на Диодор Сицилийски е особено важно в качеството си на източник на сведения за епохата на Филип Македонски, епохата след смъртта на Александър Македонски, историята на Сицилия със сицилийските войни и ранната римска история, за която той дава по-подробна информация от тази на Тит Ливий.

## ((en))Източници
- Pearse, Roger. Diodorus Siculus: the manuscripts of the 'Bibliotheca Historica //   2007. Посетен на 8 октомври 2008.
- Diodorus Siculus translated by C.H. Oldfather, English translation, Greek text, Books 9 – 17 (text)
- Diodorus Siculus translated by C.H. Oldfather, English translation, Book 4 (text)
- The manuscripts of Diodorus Siculus by Roger Pearse
- Bibliotheca Historica, Bill Thayer's Web Site